# Nella Martinetti
Nella Martinetti (Brissago, 21 gennaio 1946 – Männedorf, 29 luglio 2011) è stata una cantante, musicista, attrice e conduttrice televisiva svizzera.
Voce tra le più note del Canton Ticino, incise i suoi dischi cantando prevalentemente in tedesco e italiano.

## Biografia
Da piccola Nella Martinetti cantò in duo col fratello Mauro. Sempre nell'infanzia imparò a suonare chitarra e fisarmonica. Poi preferì concentrarsi sugli studi, e diventò maestra d'asilo. Intorno ai trent'anni Nella Martinetti maturò la sua vocazione artistica. Dopo alcune apparizioni cinematografiche le fu affidata la conduzione di trasmissioni televisive per bambini, nelle quali si esibì spesso come cantante folk. Una passione, quella del canto, diventata preponderante a partire dal 1983, anno in cui Nella pubblicò il suo album d'esordio.
Nella Martinetti non si limitò a sfornare album propri, ma ebbe anche modo di lavorare con molti colleghi, prima fra tutti Céline Dion, per la quale realizzò Ne partez pas sans moi, canzone vincitrice dell'Eurovision Song Contest 1988.
La carriera di Nella Martinetti subì non pochi contraccolpi dopo che alla cantante venne diagnosticata una fibromialgia severa. L'artista tenne concerti fino al 2009, quando scoprì di avere anche un tumore al pancreas. Morì il 29 luglio 2011, all'età di 65 anni.

## Discografia essenziale
- 1983: Die schönsten Tessinerlieder
- 1986: Bella Musica (MC)
- 1990: Nella
- 1994: Die schönsten Tessinerlieder (Folge 2)
- 1997: Nella Bella – es heiters Chrüsimüsi
- 2004: Das Beste aus 30 Jahren
- 2006: Im Bären ist es lustig – Italianità am Obersee

## Filmografia parziale
- 1975: Ticino, mi piace
- 1977: Te vorrei, Don Lorenzo
- 1980: Nella und Vico wandern singend durch das Maggiatal
- 1981: Locarno, mi Amor – Schwüle Nächte am Lago Maggiore
- 1988: Die Katze vom San Gottardo
- 2005: Mein Name ist Eugen

## Libri
- Guten Morgen Schmerz! 2005, ISBN 88-8281-169-7
- Basteln mit Nella Martinetti 2010, ISBN 978-88-8281-295-9